# Ejaculação precoce
Ejaculação precoce (EP; em latim: ejaculatio praecox) é o problema sexual mais comum do sexo masculino, afetando 20–30% deles. É caracterizada pelo défice do controle voluntário sobre a ejaculação.
Um estudo de 500 casais de 5 países diferentes concluiu que o período médio para atingir a ejaculação foi de 05:30 minutos. No entanto, não existe uma definição clara sobre quanto tempo o ato sexual deve durar.
Masters e Johnson definiram que alguém sofre de ejaculação precoce se o indivíduo ejacula antes dos parceiros atingirem o orgasmo em mais de 50% de suas relações sexuais. Outros pesquisadores da área definiram a ejaculação precoce como no caso de alguém ejacular dentro de dois minutos de penetração; entretanto, uma pesquisa realizada por Alfred Kinsey na década de 1950 demonstrou que três quartos das pessoas ejacularam dentro de dois minutos de penetração em mais da metade de suas relações sexuais. Hoje, a maioria dos terapeutas sexuais entendem a ejaculação precoce como o déficit do controle sobre a ejaculação, interferindo com o bem-estar sexual ou emocional de um ou todos os parceiros.

## Definições e tipos
Muitas definições para a ejaculação precoce foram propostas por investigadores individuais como Masters e Johnson e, mais recentemente, Waldinger. Além disso, muitas organizações profissionais, como a Associação da Psiquiatria Americana, Associação da Urologia Americana e a Associação Europeia de Urologia, propuseram as suas próprias definições. Essas definições incluem conceitos comuns como pequeno tempo de latência ejaculatória de cerca de 1–2 minutos, falta do controle sobre a ejaculação ou incapacidade de retardar a ejaculação, aflição pessoal, dificuldades interpessoais ou de relacionamento e insatisfação com a relação sexual. A definição mais utilizada é a do Manual Estatístico e de Diagnóstico dos Distúrbios Mentais: 1) ejaculação persistente ou recorrente com um mínimo de estimulo sexual anterior, ou rapidamente após a penetração e antes que a pessoa deseje; 2) causa aflição notável ou dificuldades interpessoais; e 3) não é exclusivamente causada devido a efeitos diretos de uma substância.
Tipos:
- Ejaculação Precoce Primária — Herdada geneticamente ou ocorre devido a problemas comportamentais desde período da infância (sexo desaprovado, masturbações rápidas e frequentes, etc)
- Ejaculação Precoce Secundária — Ocorre devido a razões psicológicas ou físicas sendo que o paciente já teve atos sexuais “normais” anteriormente. Pode ser temporário ou duradouro
- Ejaculação Precoce Ocasional ou situacional — Ocorre às vezes ou com determinadas parceiras (novas principalmente)[2]

## Causas
São vários os fatores ou problemas que podem estar associados à ejaculação precoce. Podem ser divididos em físicos, psicológicos ou genéticos. Apesar de não existir uma causa específica, a maioria dos casos é causado pelo fator psicológico. Abaixo uma lista mais detalhada.
Físicas:
- Hipersensibilidade na zona peniana;
- Problemas da próstata;
- Doenças associadas (ex: diabetes, hipertensão ou abuso álcool);
- Problemas na tiroide (hipotiroidismo ou hipertiroidismo);
- Lesões na coluna vertebral;
- Uso/abuso de medicamentos.

Psicológicas:
- Depressão;
- Baixa autoestima e confiança;
- Estresse/ansiedade;
- Experiências sexuais traumáticas.

## Tratamento
Dependendo do caso, os sintomas da ejaculação precoce podem ser significativamente reduzidos.
Na maioria dos casos, os tratamentos são centrados em gradualmente treinar e melhorar a habituação mental para o sexo e o desenvolvimento físico de controle de estímulos. Em casos clínicos, vários medicamentos estão sendo usados para ajudar a diminuir a velocidade da ejaculação.
Muitos fisioterapeutas sexuais prescrevem uma série de exercícios para que os homens possam adquirir o controle da ejaculação. O exercício mais comum é o da técnica do "começa-e-pára". O objetivo desta técnica é fazer com que o homem se torne acostumado a manter a ereção por um período prolongado de tempo enquanto gradualmente vai aumentando sua tolerância. Para fazer este exercício, o homem obtém a ereção através de estimulação própria, ou masturbação. Após atingir a ereção, ele pára de se estimular até ele começar a perder sua ereção; neste ponto, ele volta a se estimular. Gradualmente, depois de um período de várias semanas, ele se tornará hábil em se estimular por períodos maiores de tempo, até atingir o controle da ejaculação. Para que esta técnica tenha sucesso, o homem deve evitar sentimentos desencorajadores caso ele ejacule rapidamente; ao invés disso, ele deve usar suas respostas sexuais para aprender como variar a técnica de um modo que traga mais benefícios a ele.
A parceira do homem tem um papel importante em torná-lo capaz de superar o problema da ejaculação precoce. Sem um suporte emocional, o homem é menos propenso a atingir um nível de relaxamento necessário para sua satisfação sexual. Ambos os parceiros devem comunicar seus sentimentos abertamente e com sensibilidade. O homem deve aprender a satisfazer sua parceira, oralmente ou de outras formas, enquanto o casal trabalha para superar o problema da EP.
A hipnose também foi provada como um tratamento efetivo para a ejaculação precoce. Acredita-se que a ejaculação é um hábito subconsciente e que dando à mente sugestões hipnóticas de durar mais tempo a ereção, o problema pode ser significativamente aliviado, se não completamente curado. A maioria dos homens relata uma ótima melhora com apenas poucas sessões de hipnose.

## Diagnóstico
Critérios de diagnóstico para a Ejaculação Precoce DSM-IV-TR (Associação de Psiquiatria Americana)
A. Ejaculação persistente ou recorrente com uma mínima estimulação sexual anterior, na hora ou logo depois da penetração, ou antes que a pessoa deseje ejacular. O médico deve levar em conta fatores que afetam a duração da fase de excitação, como a idade, o afeto da parceira ou situação e frequência de atividade sexual recente.
B. Os incômodos pela ejaculação precoce causa estresse ou dificuldades interpessoais.
C. A ejaculação precoce não é exclusivamente devido a efeitos diretos de uma substância (opioides, por exemplo).

### Diagnóstico diferencial
A ejaculação prematura deve ser distinguida da disfunção erétil relacionada ao desenvolvimento de uma condição médica geral. Alguns indivíduos com disfunção erétil podem usar suas estratégias para atrasar o orgasmo. Alguns requerem uma prolongada estimulação (sem ser de coito) para desenvolver um grau de ereção suficiente para a penetração. Em algumas pessoas, o estimulo sexual pode ser tão grande que a ejaculação ocorre imediatamente. Problemas ocasionais com a ejaculação precoce que não são persistentes ou recorrentes ou não são acompanhados por estresse forte ou dificuldades interpessoais não são considerados como um problema real de ejaculação precoce. O médico também deve levar em conta a idade do paciente, experiência sexual, atividade sexual recente e o carinho da parceira. Quando os problemas com ejaculação precoce são causados exclusivamente por uso de substâncias, uma "disfunção sexual induzida por substância" pode ser diagnosticada.

### Condições associadas
- Problemas neurológicos, por exemplo esclerose múltipla;
- Prostatites;
- Desordens psicológicas;
- Problemas interpessoais;
- Estresse;
- Disfunção erétil;
- Ansiedade.